# NGC 5488
NGC 5488 é uma galáxia espiral barrada (SBbc) localizada na direcção da constelação de Centaurus. Possui uma declinação de -33° 18' 53" e uma ascensão recta de 14 horas, 08 minutos e 02,9 segundos.
A galáxia NGC 5488 foi descoberta em 8 de Junho de 1837 por John Herschel.